# Nagy László (fizikus)
Nagy László (eredeti neve: Neufeld László) (Budapest, 1924. december 24. – Budapest, 1970. január 11.) magyar fizikus, a fizikai tudományok kandidátusa (1956). Az MTA Központi Fizikai Kutató Intézet Igazgató Tanácsának és az MSzMP Végrehajtó Bizottságának tagja, a Magfizikai Főosztály vezetője, az MTA Magfizikai Albizottság és a TMB Fizikai és Csillagászati Szakbizottság titkára, az Eötvös Loránd Fizikai Társulat Elnökségének és az OAB Nemzetközi Kapcsolatok Szakbizottságának tagja.

## Életpályája
Szülei: Neufeld Jenő és Ringvald Magdolna voltak. Gyári munkásként dolgozott, majd 1948-tól a Bolyai Népi Kollégium tagja lett és a budapesti tudományegyetem hallgatója volt. 1949–1950 között az egyetem természettudományi karának tanulmányi osztályának vezetője volt. 1951-ben diplomázott, matematika–fizika szakos tanári oklevelet szerzett. 1950–1952 között a Magyar Tudományos Akadémia III. Osztályának szaktitkára volt. 1953-tól Jánossy Lajos aspiránsaként tevékenykedett a Központi Fizikai Kutató Intézetben. 1956-tól az új atomreaktor mellett dolgozott.
Megszervezte az MTA Központi Fizikai Kutatóintézet Magfizikai Főosztályát. Szaktitkára volt a Magyar Tudományos Akadémia Magfizikai Albizottságának és a Tudományos Minősítő Bizottság Fizikai és Csillagászati Szakbizottságának. Tagja volt az Országos Atomenergia Bizottság Nemzetközi Kapcsolatok Szakbizottságának. Eleinte a kozmikus sugárzást vizsgálta, majd az ún. Rossi-görbe kísérleti alapjait tanulmányozta. Ebből írta kandidátusi disszertációját. Eredményeiről nemzetközi konferenciákon számolt be. Több szakcikket publikált.
Sírja a Farkasréti temetőben található (6/1-1-30).

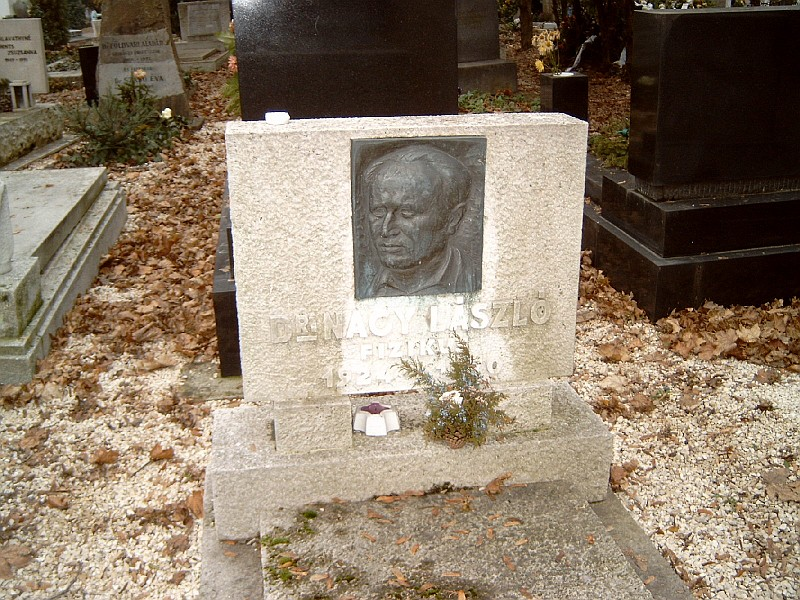
Nagy László fizikus sírja Budapesten. Farkasréti temető: 6/1-1-30. Alkotó: Szabó István.

## Magánélete
1952-ben házasságot kötött Mayer Magdolnával.

## Művei
- Neutronfizika (társszerzőkkel, Budapest, 1971)

## Díjai
- Szocialista munkáért Érdemrend
- Eötvös Loránd Fizikai Társulat Bródy Imre-díja (1960)
- MTA elnöki jutalom (1960)
- az Akadémiai díj I. fokozata (1963)
- az Országos Atomenergia Bizottság jutalma (1969)